# Samtgemeinde Asse
La comunità amministrativa di Asse (Samtgemeinde Asse) si trovava nel circondario di Wolfenbüttel nella Bassa Sassonia, in Germania.
A partire dal 1º gennaio 2015 è stata fusa con la Samtgemeinde Schöppenstedt a costituire la Samtgemeinde Elm-Asse.

## Suddivisione
Comprendeva 7 comuni:
1. Denkte
2. Hedeper
3. Kissenbrück
4. Remlingen
5. Roklum
6. Semmenstedt
7. Wittmar

Il capoluogo era Remlingen.